# Московська вулиця (Ростов-на-Дону)

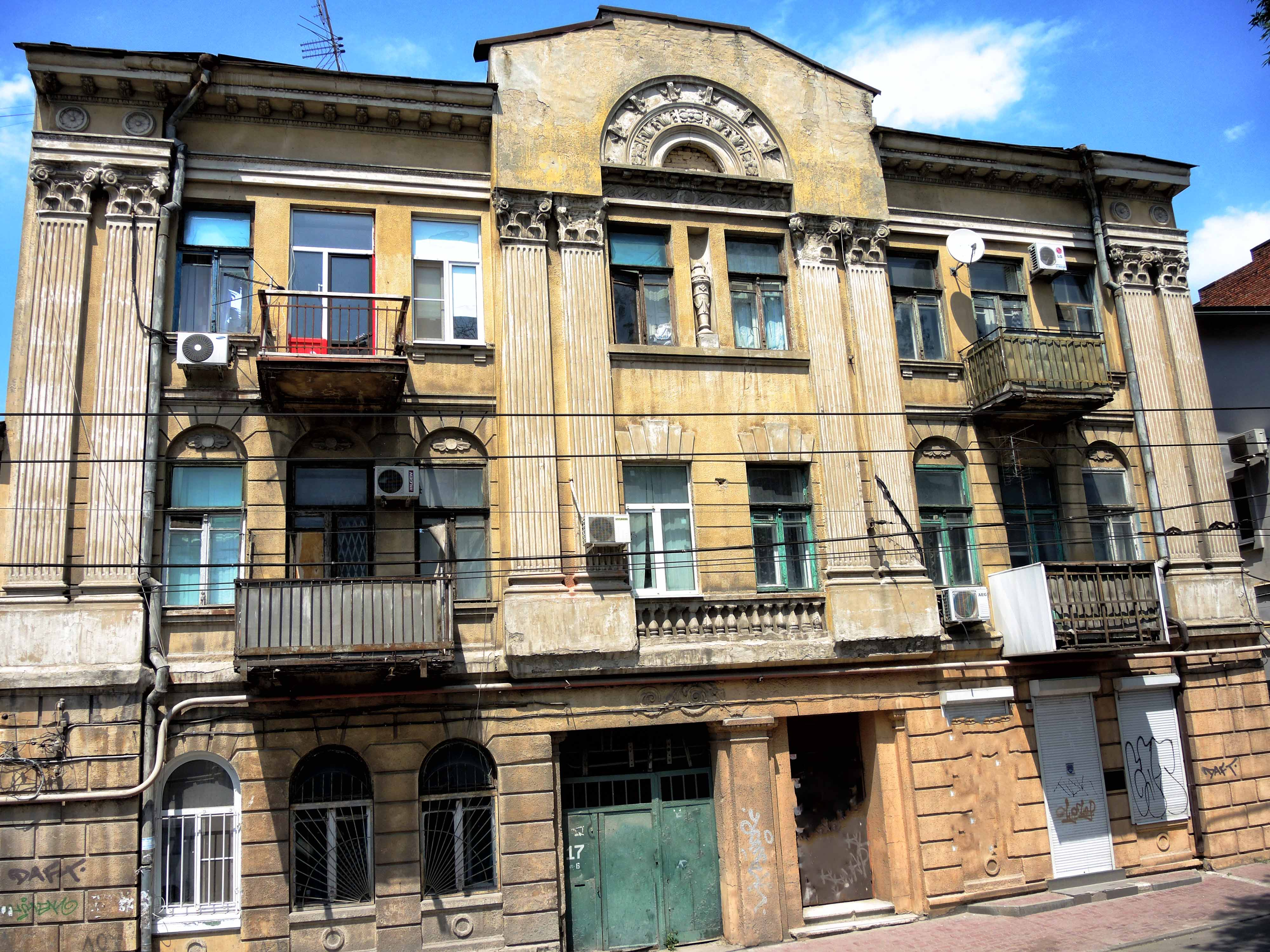
Прибутковий будинок А. Ф. Трусової
на Московській вулиці, 17

Московська вулиця (рос. Московская улица)  — вулиця у Ростові-на-Дону з 66 відомими будівлями поряд з вулицями: Темерницька, Серафимовича, Тургенєвська, Оборони, Шаумяна, Баумана і Нижньодонська, провулком Соляної Спуск і Думським проїздом.

## Історія
Московська вулиця була колись центральною вулицею в місті, але потім звання головної перехопила у неї Велика Садова. Московська ж, особливо навпроти Старого базару, залишилася торговою вулицею, ставши однією з транспортних магістралей міста.
Довідник 1914 року вказував готель «Інтернаціональ» — по північній стороні вулиці перед Таганрозьким проспектом, приватне реальне училище М. Ф. Шкитко і приватну ж чоловічу гімназію Р. П. Беловольского — обидва ці навчальні заклади перебували у нинішнього Газетного провулка. А всі інші — склади-магазини: з продажу насіння садово-городніх культур, посуду, кришталю, готової сукні, книг і паперового приладдя, меблів, церковного начиння, колоніальних товарів тощо.
Московська вважалася однією з найбільш жвавих вулиць. У довіднику «Вся область війська Донського на 1899 рік» говорилося:
|  | Вулиці, на яких зосереджені головним чином торгівля і рух, — це Велика Садова, Таганрозький проспект, Московська і Берегова (набережна). На Великій Садовій, Таганрозькому проспекті і Московській вулиці знаходяться найбільші склади і кращі магазини мануфактурних, галантерейних і колоніальних товарів, землеробських знарядь, машин та інше, банки, маклерські контори, кращі готелі, ресторани. |

Позначалася і безпосередня близькість Старого базару, і широка торгівля у Соборному, Миколаївському провулках (проспект Семашко). Але не останньою була роль торгівлі і на самій Московській.
Було у неї і археологічне минуле, як вважали місцеві історики. У «Записках Ростовського на Дону суспільства Історій, Старовини і Природи», виданих у 1914 році, публікувалася стаття «Передова факторія Танаїсу», присвячена грецького поселення у гирлі річки Темерник. І в ній говорилося:
|  | ...Залишилося найбільш піднесеного, домінуючого над усією місцевістю пункту цього древнього городища ми можемо угледіти ще і в даний времяв самому кінці Московської вулиці — в тому місці де вона досягає Темерницкой долини. Чудово, все поруч лежать і йдуть паралельно Московської... прямували зі сходу на захід, мають ухил до Темерницкой долині. Одна тільки Московська вулиця з самого свого західного кінця, навпаки, підвищується і потім круто обривається до долини річки Темерник, виявляючи в цьому своєму стрімкому схилі досить товстий культурний шар. |

На Московській вулиці, ніколи не менявшей своєї назви, жив відомий донський журналіст Віктор Севський (Веніамін Краснушкин). Будинок під номером 9, де була його квартира, зберігся і понині. Під час Громадянської війни Веніамін Олексійович видавав у Ростові-на-Дону журнал «Донська хвиля». На сторінках цього видання можна було прочитати про те, що відбувалося не тільки на Дону, але і в Росії. Кожен номер журналу містив масу матеріалів з історії козацтва. У ньому можна прочитати нариси про відомих людей того часу — і не тільки лідерах Добровольчої армії.
Журналіста Веніаміна Краснушкина представники нової влади, які прийшли на Дон, розстріляли в ростовській тюрмі в 1920 році. Цей факт нещодавно вдалося підтвердити документально. Внучка відомого донського журналіста зараз проживає в Москві.

## Фотогалерея (Будинку на Московській вулиці)

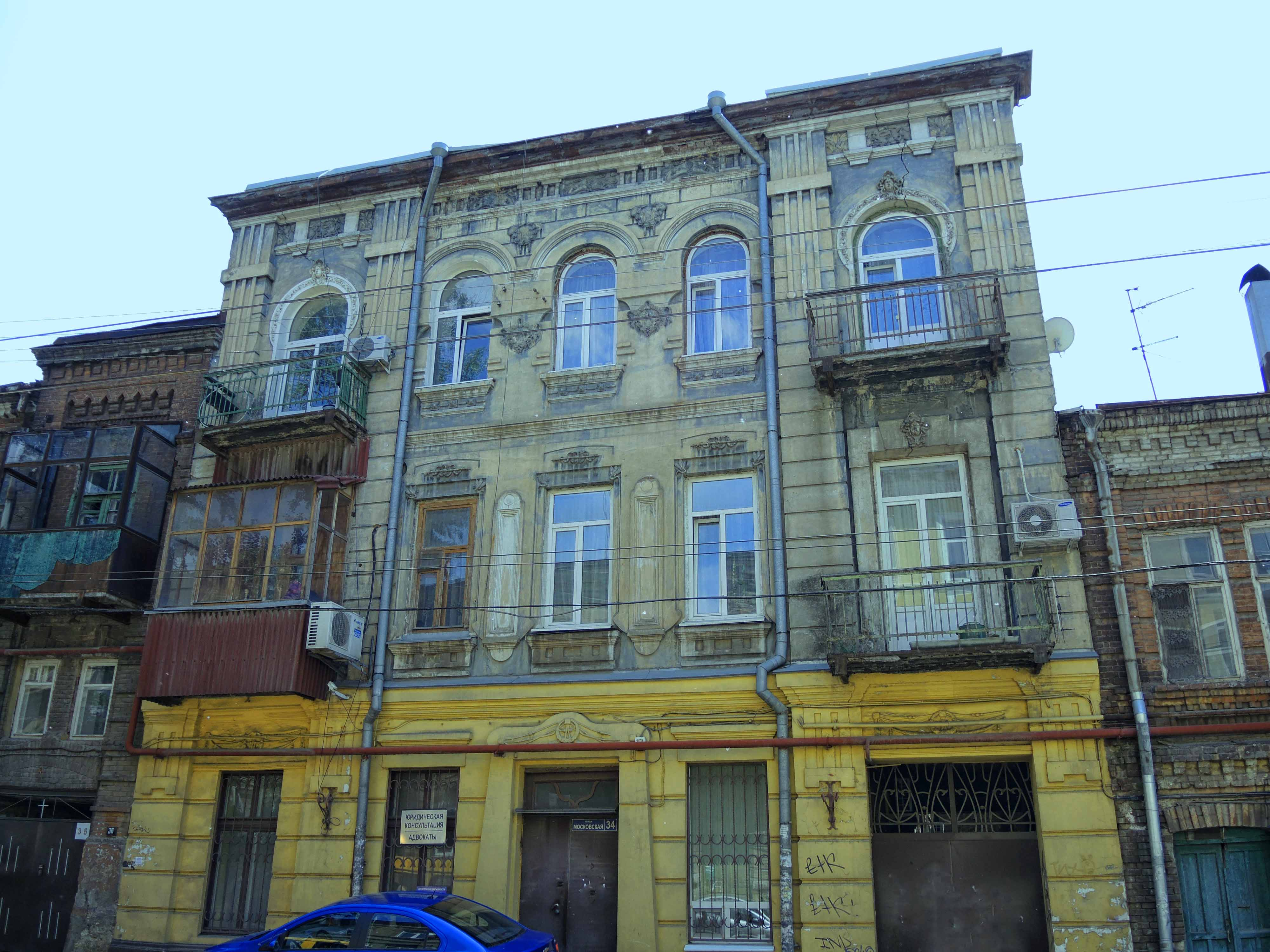
Прибутковий будинок А. Ю. і Леванидовых на Московській вулиці, 34
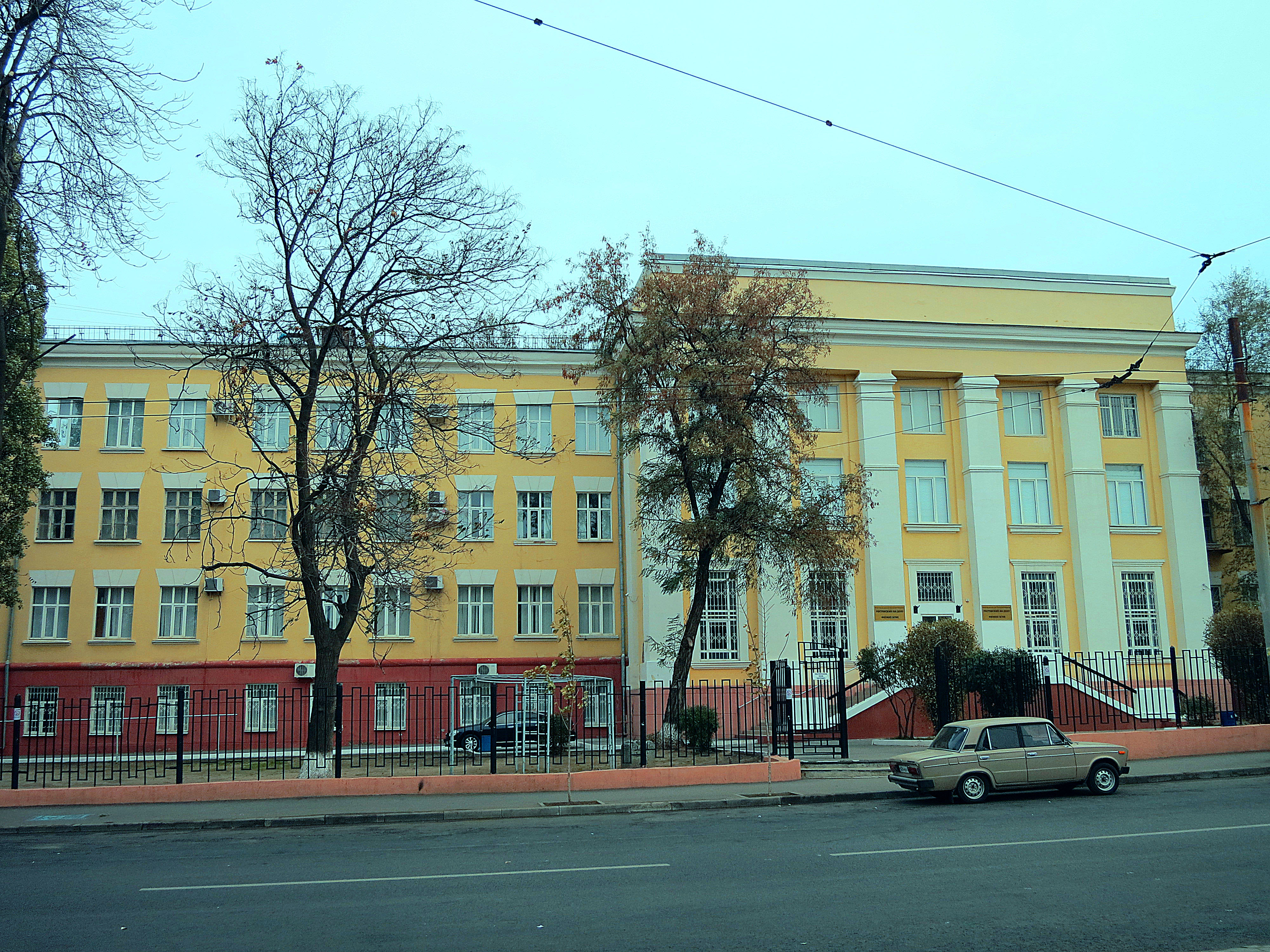
Ростовський-на-Дону технікум кіно і телебачення на Московській вулиці, 43/26
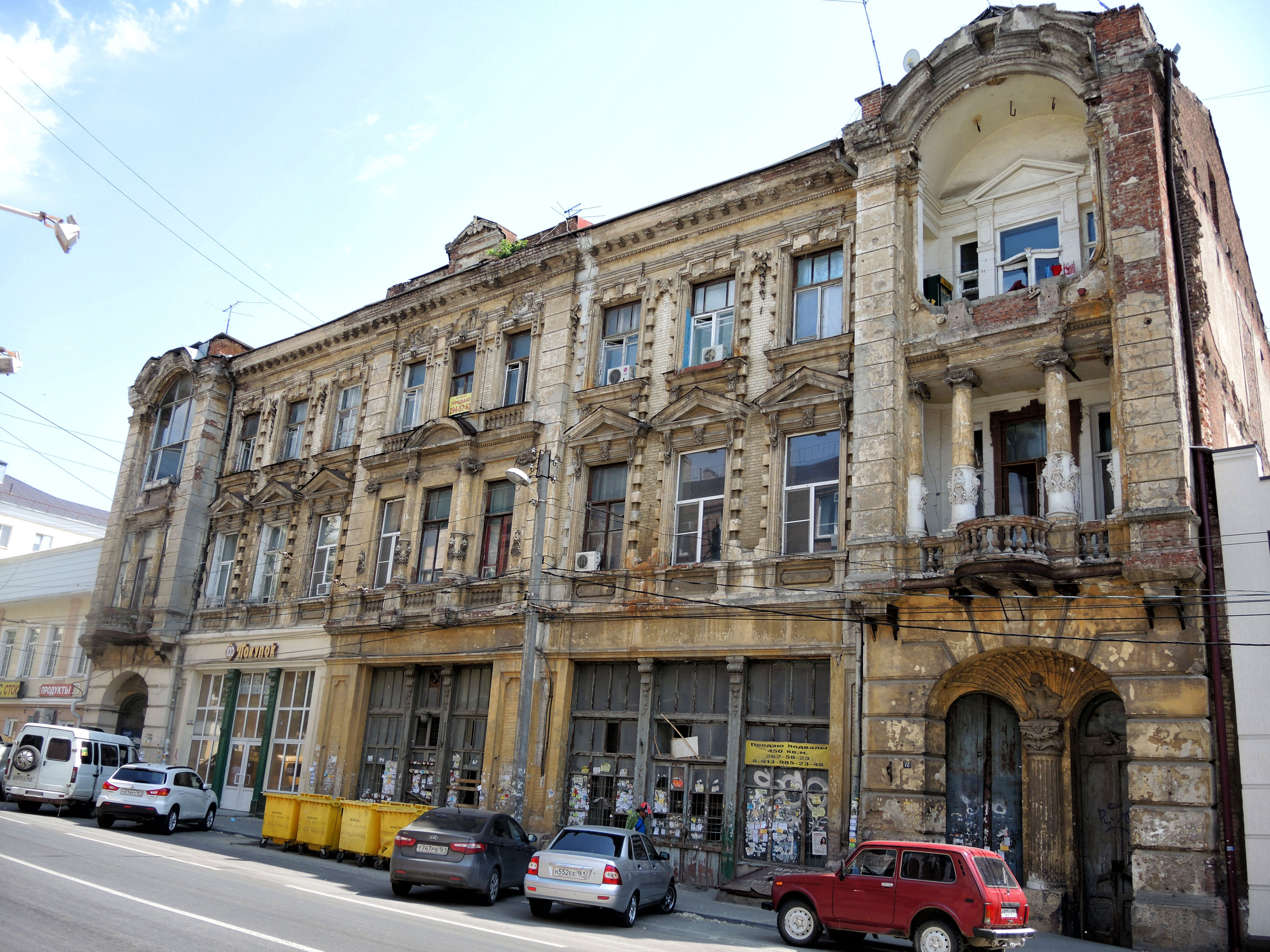
Прибутковий будинок спадкоємців В. Р. Максимова на Московській вулиці, 72/27/71, Газетний провулок/вул. Станіславського
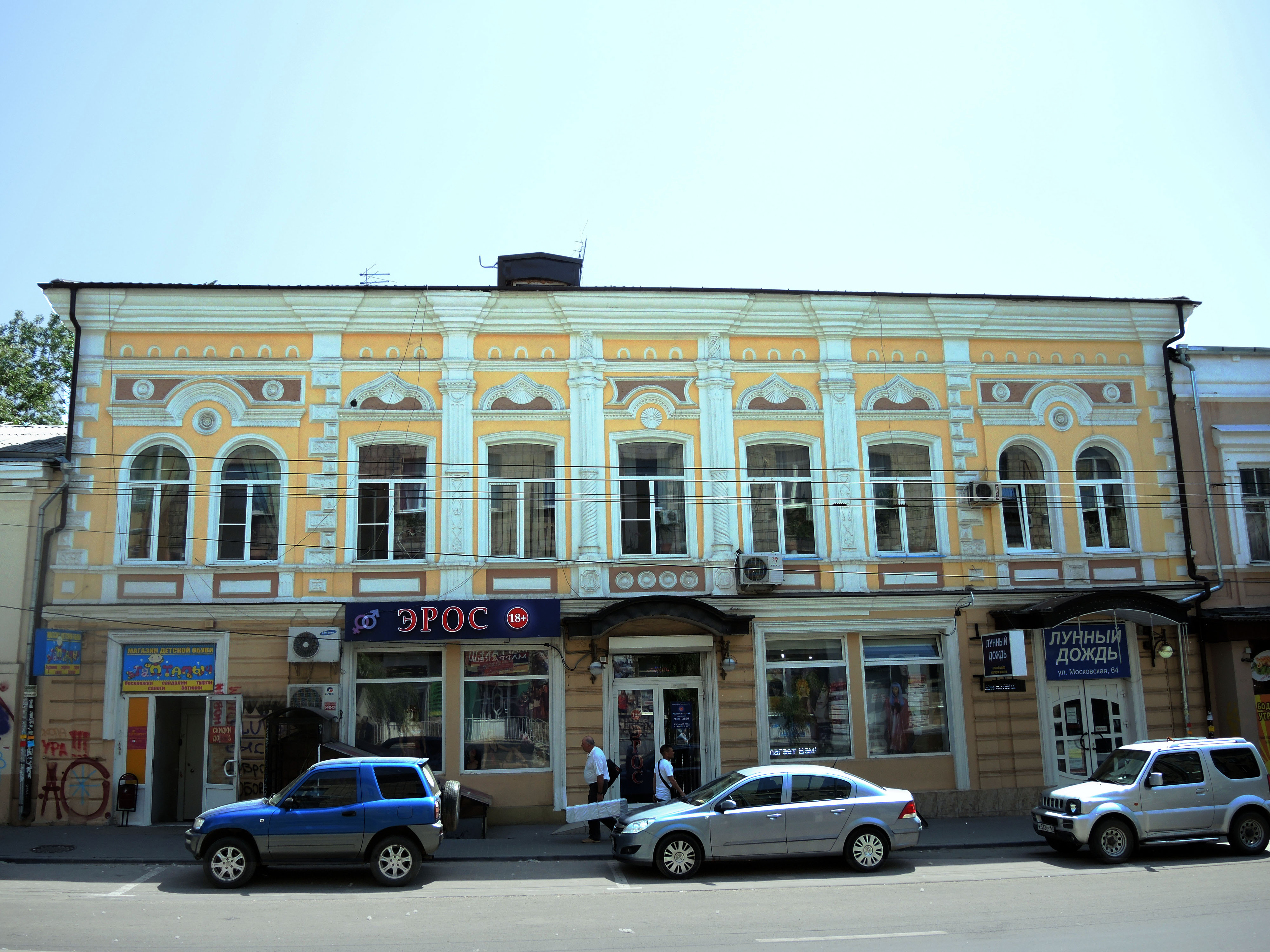
Прибутковий будинок, кін. XIX ст. на Московській вулиці, 64
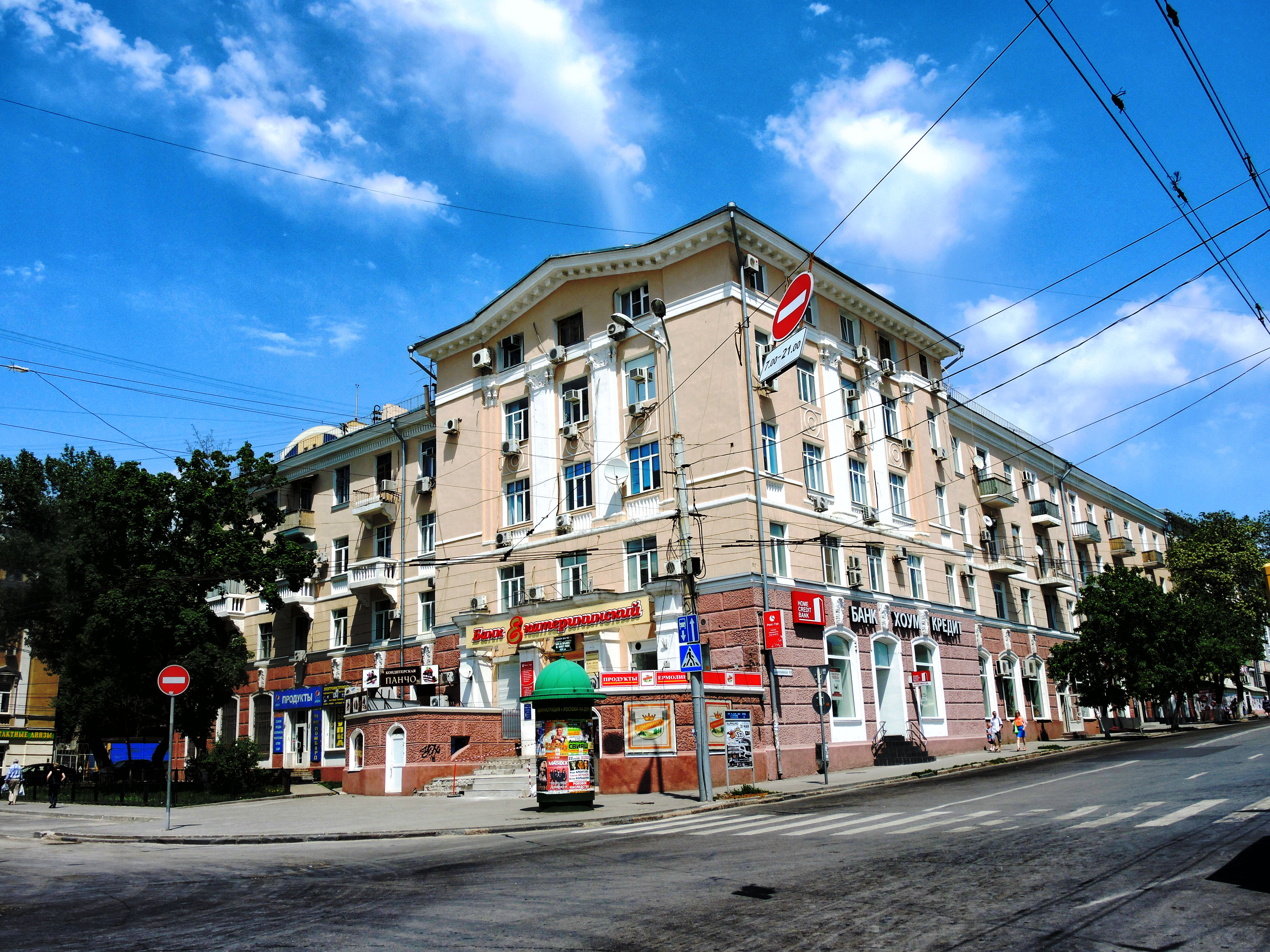
Комплекс адміністративного і житлових будівель тресту «Кавэлектромонтаж» на Московській вулиці, 53, 55/20, Соборний пер./48, Темерницкая вул.
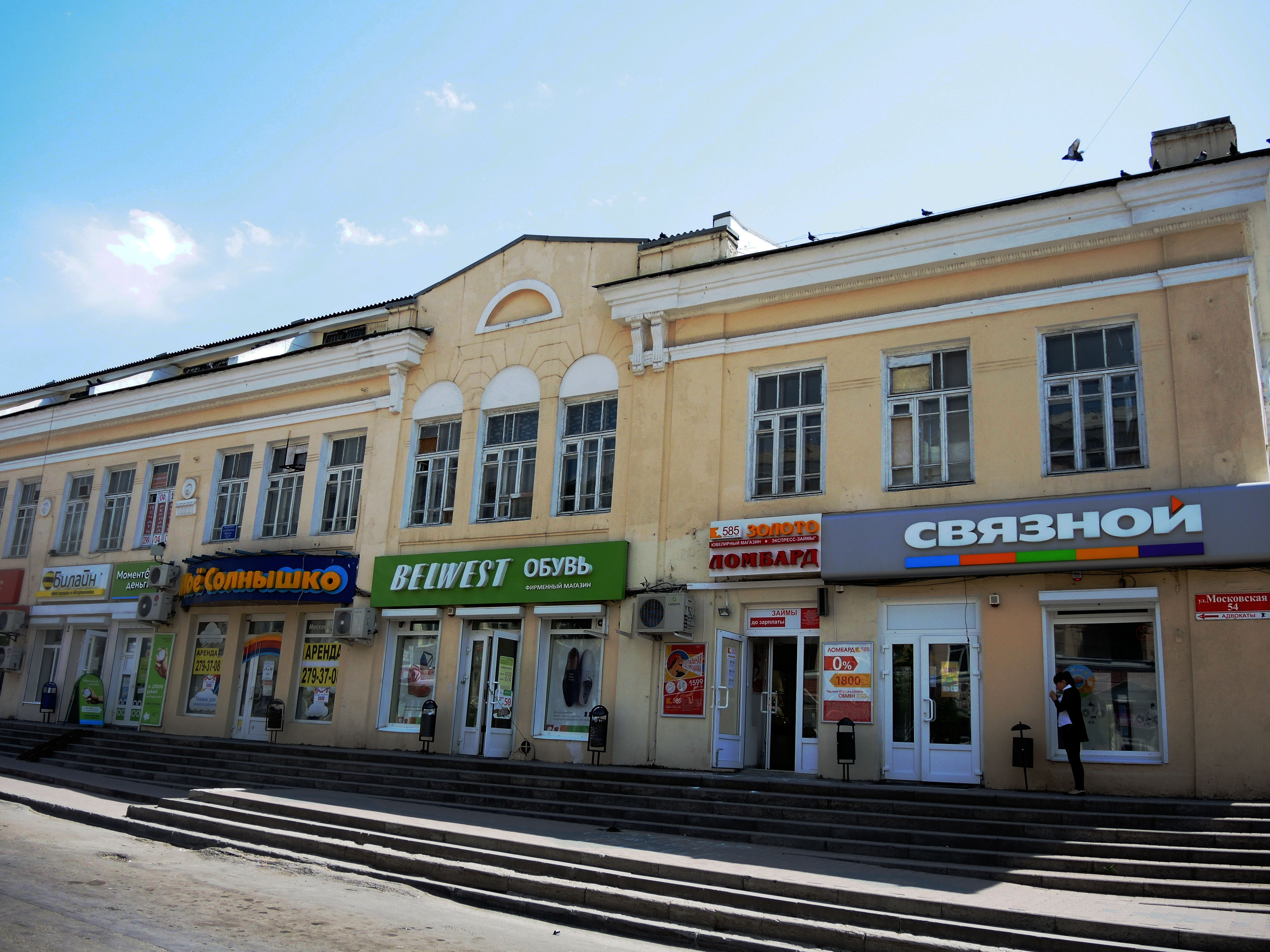
Корпус торгових рядів на Московській вулиці, 52-54/49-51, вулиця Станіславського
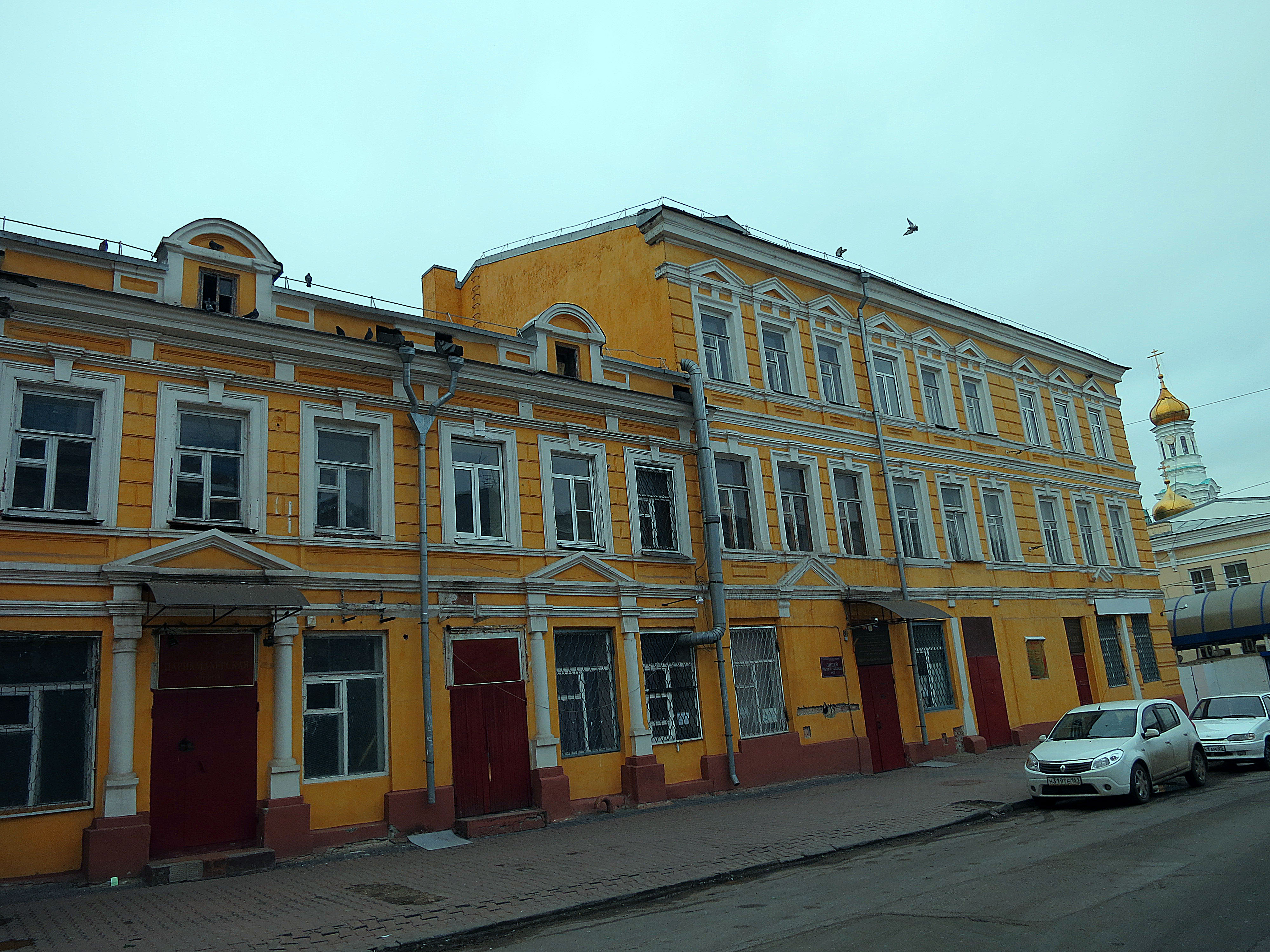
Будівля міських торгових корпусів на Московській вулиці, 56
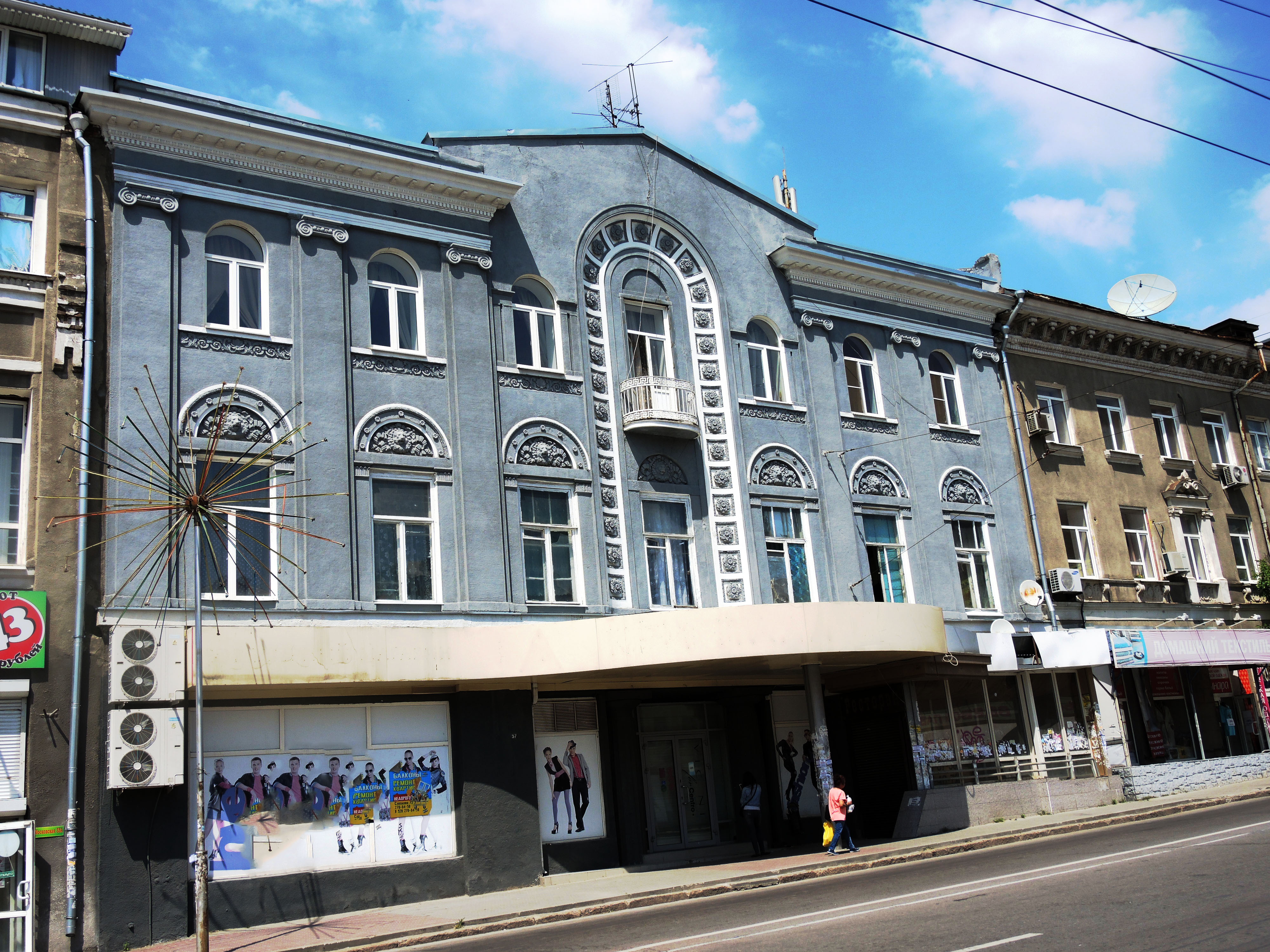
Адміністративно-торгові будівлі кінця 1940-х на Московській вулиці, 57, 59